# Герб Азербайджану
Сучасний герб Азербайджану був затверджений 19 січня 1993 року.
Азербайджанський герб являє собою зображення у формі щита. На щиті, на блакитному, червоному і зеленому фоні (кольори національного прапора) зображена восьмикінцева зірка. У центрі зірки зображені язики полум'я — стародавній символ країни вогнів. Число кутів зірки (8) відповідає кількості букв у назві «Азербайджан», написаного старим (арабським) алфавітом. Між кінцями зірки зображені маленькі восьмикінцеві зірочки. У нижній правій частині герба зображений колос пшениці, що символізує багатство азербайджанської землі. Гілка дубового дерева, яка зображена в лівій частині герба демонструє силу держави. Жолуді на дубовій гілці означають довге життя Азербайджанської Республіки.
Офіційно — Державний герб, хоча ця державна емблема не є геральдичною.

## Історія
У листопаді 1919 року був оголошений конкурс на найкращий проєкт герба Азербайджанської демократичної республіки (газета «Азербайджан» від 14 листопада 1919 № 246) на початку травня 1920 року був підбитий підсумок конкурсу.
Автором азербайджанського герба став абхазький князь Шервацідзе. У період існування Азербайджанської демократичної республіки (1918-20 рр..) Проєкт герба, запропонований Шервацідзе був схвалений урядом і став офіційним атрибутом молодої азербайджанської держави. У 1929 році в Стамбулі була випущена поштова марка з написом «Азербайджанський національний герб» і його зображення дізнався весь світ. Після окупації Азербайджану Радянською Росією і встановлення радянської влади герб Азербайджанської демократичної республіки був замінений на герб Азербайджанської РСР. У 70-ті роки XX століття син генерал-майора І.Векілова (1852—1934), який був колись послом Азербайджанської Демократичної Республіки в Грузії Ф. Векілов (1886—1983), та професор Бакинського Державного Університету Х. Алієв (1900—1982) повідали азербайджанській громадськості про старий герб АДР, зображений в залі парламенту Азербайджану у квітні 1920 року. Кольорове зображення вдалося віднайти тільки восени 1988 року. Редактор газети «Одлар юрду» Раміз Аскер знайшов в Анкарі обкладинку журналу «Одлу ПРД» (№ 4, квітень 1930 р.) з кольоровим гербом. Редактором журналу «Одлу ПРД» був М. Е. Расулзаде (1884—1955). Вперше за довгі роки зображення герба було надруковано в збірці «Гобустан» (№ 3, 1989 р.).
Після відновлення незалежності Азербайджану в 1991 р., був знову оголошений конкурс проєктів нового державного герба, де в 1993 р. герб Шервацидзе, з невиликими змінами та доповненнями отримав перемогу, і вкотре був затверджений вищим законодавчим органом країни — Міллі Меджлісом, як державний герб Азербайджану.

## Історичні герби

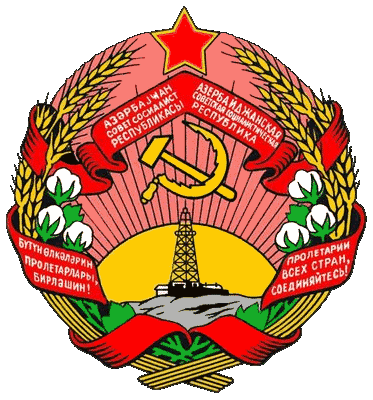
Герб Азербайджанської РСР

У складі Радянського Союзу країна мала офіційну назву Азербайджанська Радянська Соціалістична Республіка (Азербайджанська РСР), і використовувала радянську державну символіку.

## Галерея

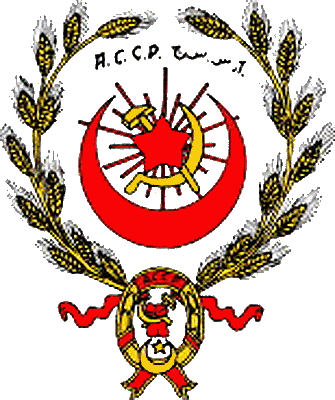
Герб Азербайджанської РСР 1920-1921.
Герб Азербайджанської РСР (1921-1927)
Герб Азербайджанської РСР (1927-1931)
Герб Азербайджанської РСР (1931-1937) v2
Герб Азербайджанської РСР  (1937-1940)
Герб Азербайджанської РСР  (1940-1978)
Герб Азербайджанської РСР